# Diecezja Nowego Jorku i New Jersey
Diecezja Nowego Jorku i New Jersey – jedna z 11 terytorialnych jednostek administracyjnych Kościoła Prawosławnego w Ameryce. Obejmuje obszar stanów New Jersey oraz Nowy Jork. Zwierzchnikiem diecezji jest od 8 maja 2010 arcybiskup Michał (Dahulich). Katedrą diecezji jest sobór Opieki Matki Bożej w Nowym Jorku.
Diecezja dzieli się na trzy dekanaty:
- Dekanat New Jersey
- Dekanat Nowy Jork miasto
- Dekanat Nowy Jork stan.

Łącznie na ich terenie znajduje się 55 parafii i placówek misyjnych, w których pracuje 71 kapłanów.